# TXT (Literaturzeitschrift)
TXT ist eine französische Avantgarde-Literaturzeitschrift, die von 1969 bis 1993 erschien.
Die Literaturzeitschrift TXT (französisch Revue TXT) wurde 1969 im Umfeld der von Philippe Sollers von 1960 bis 1982 herausgegebenen Zeitschrift Tel Quel, die eine Plattform des poststrukturalistischen Denkens war,  durch Christian Prigent und Jean-Luc Steinmetz in Rennes gegründet und mit wechselnden Redaktionskomitees von Prigent bis 1993 geleitet. Insgesamt erschienen 31 Nummern, darunter 4 Doppelhefte und 4 Sonderausgaben zunächst im eigenen Verlag TXT Rennes (Heft 1–8 u. 31), ab 1977 unter dem Dach verschiedener Verlage: Christian Bourgois Paris (Heft 9–13), Limage Paris (Heft 14–16), Lebeer-Hossmann Brüssel (Heft 17–29/30). Sie bot einer neuen Generation junger Autoren eine Stimme. Ab 1977 wurde sie von einer Reihe gleichen Namens flankiert, in der Werke von als schwierig oder subversiv geltenden Autoren veröffentlicht wurden, darunter Valère Novarina, Welimir Chlebnikow, Philippe Muray, Jean-Pierre Verheggen oder Christian Prigent selbst.
Die Positionen der TXT-Autoren waren geprägt von der poststrukturalistischen Linguistik von Kristeva, der Psychoanalyse Jacques Lacans, der Grammatologie von Jacques Derrida und dem dialektischen Materialismus. Ihre avantgardistischen Slogans im Gefolge von Georges Batailles Hass auf die Poesie lauteten: "La poésie : merde pour ce mot!" (deutsch "Die Poesie: Scheiß auf das Wort!") (Francis Ponge), "La poésie est inadmissible, d’ailleurs elle n’existe pas" (deutsch "Die Poesie ist inakzeptabel, übrigens gibt es sie gar nicht") (Denis Roche). Entsprechend gab es eine Vorliebe für schwierige oder als "illisible" (deutsch unlesbar) bezeichnete Autoren, da es auf der theoretischen Ebene um eine Neudefinition dessen ging, was "lesen" bedeutet.
Texte von um die hundertvierzig französischsprachigen Autoren wurden abgedruckt, über sechzig fremdsprachige Autoren übersetzt, darunter auch die Österreicher Ernst Jandl und Friederike Mayröcker, der rumäniendeutsche Oskar Pastior und der deutsche Bert Papenfuß-Gorek, Musiker wie Pierre Boulez, Vinko Globokar, Marc Monnet waren beteiligt, Maler, Fotografen und Performer (Philippe Boutibonnes, Pierre Buraglio, Mathias Pérez, Daniel Dezeuze, Jean Dubuffet, Bernard Dufour, Joël Hubaut, Jean-Paul Thibeau, Claude Viallat u. a.). Bei dieser Vielfalt zeigte sich dennoch eine gemeinsame Linie im Anti-Poetischen und Anti-Akademischen, dabei ein Hang zum Karnevalesken im Sinne Rabelais und Bachtins, ohne Zugeständnisse an jegliche literarische Restauration und Konvention, gepaart mit der Forderung, die eigene Kunst theoretisch zu begründen.